# Fémjel
A fémjel egy hivatalos jelölés vagy jelöléssorozat, amelyet fémből készült tárgyakba ütnek, főleg a nemesfémek – például platina, arany, ezüst és néhány országban a palládium – nemesfémtartalmának igazolására. Általánosabb értelemben a fémjel a kifejezés a megadott fémösszetételre is utalhat.

## Általános áttekintés
E jeleket történelmileg egy elismert fél alkalmazta: a „mesterség őrzői”, vagy újabban egy vizsgálati iroda. A fémjelek garantálják a fém bizonyos tisztaságát vagy finomságát, amelyet a hivatalos fémteszt meghatároz.

### Megkülönböztetés
A fémjeleket gyakran összekeverik a „védjegyekkel” vagy „gyártói jelekkel”. A fémjel nem a gyártó védjegye, hogy megkülönböztesse termékeit más gyártókéitól: ez a védjegyek vagy a gyártók védjegyeinek funkciója. Ahhoz, hogy igazi fémjel legyen, egy független testületnek vagy hatóságnak garantálnia kell, hogy a fémtartalom megfelel a feltüntetett jelölésnek. Így önmagában pl. a „925” számjelölés nem ilyen fémjel, csak a finomság jelzése, a hitelesítő megjelölése nélkül.

### A fémjelzés előfeltételei
Számos ország a hivatalos fémjelzés előfeltételeként előírja, hogy a gyártó vagy a megrendelő maga jelölje meg a tárgyon a a saját azonosíthatóságát és a finomságot ún. felelősségi jelöléssel. Az USA-ban is szükség van felelősségi jelölésre, mielőtt a fémfinomságot megállapítanák, bár hivatalos fémjelzési eljárásrend nem létezik az országban. Azokban az országokban, ahol van hivatalos eljárásrend, ott a fémjelet csak azután alkalmazzák, hogy a tételt metallurgiai analízisnek vetették alá, amely során megállapítják, hogy tisztasága megfelel mind a törvény által előírt normáknak, mind a gyártó fémtartalomra vonatkozó állításának is.

### Rendszerek
Néhány országban, például az Egyesült Királyságban, a fémjel több elemből áll, beleértve: a fém típusát, a gyártó/megrendelő azonosítóját és a megjelölés évét (ez utóbbi az Egyesült Királyságban nem a naptári évet jelöli, hanem egy május 19-én kezdődő évet, Szent Dunstan, az arany- és ezüstművesek védőszentjének tiszteletére). Máshol, például Lengyelországban, a fémjel és a finomság egyetlen jelölés, amelyet egy felelősségi jelölés (az Egyesült Királyságban mint a megrendelő jelzése ismert) egészít ki. A nemesfémtárgyak finomságának ellenőrzéséről és fémjelzéséről szóló bécsi nemzetközi egyezményt aláírók csoportján belül további, választható, de szintén hivatalos jelöléseket is beüthet a vizsgálati iroda. Ezek megkönnyíthetik az aláíró államok közötti kereskedelemben való elszámolást. Az aláíró országok mindegyikének van egy reprezentatív jele, amelyet az egyezményes fémjel és a finomságot jelző jelölés mellé kell beütni.

## Története

### Ősi bizánci fémjegyek
A nemesfémek ellenőrzése és jelölése ősi fogalom volt, ellenőrző bélyegek (beütőjelek) segítségével. Először az ezüst jelölése a 4. században történt, ezüst sávok alatt kijelölt hatóság szerepel 350 körül – és ez a legrégebbi ismert fogyasztóvédelmi forma. Öt márka sorozatát vagy rendszerét találták a bizánci ezüstről ebből az időszakból, bár értelmezésük még mindig nem teljesen megoldott. 

### Késő középkor
A késő középkortól kezdve a fémjelzést a helyi önkormányzatok engedélyezett tesztelőkön keresztül irányították. Ezek a nemesfémtárgyakat az állam égisze alatt, az előtt vizsgaltak meg, mielőtt az objektum nyilvános eladásra kínálható lett volna. A Kézműves Céhek korára az engedélyezett vizsgabiztos „mesterjele” volt az, ami gyakran tartalmazta kezdőbetűit és/vagy az arany- vagy ezüstműves címerét. Valamikor nem volt különbség az ezüstművesek és az aranyművesek között, akiket mind orfèvres (aranyműves) néven emlegettek, francia kifejezéssel. A kézműves mester felelős volt a műhelyéből távozó munka minőségéért, függetlenül attól, hogy ki készítette a tárgyat. Ezért a felelősségjelet ma is ismerjük franciául le poinçon de maître, szó szerint „a készítő ütése”. Ebben az időszakban a finomságot többé-kevésbé szabványosították a főbb európai nemzeteknél (Franciaország és Anglia) 20 karátos arany és 12-13 tétel (75-81%) az ezüst esetében, de a pontos analitikai eszközök és technikák hiánya miatt a szabványokat csak részben tudták érvényesíteni.

#### Franciaország

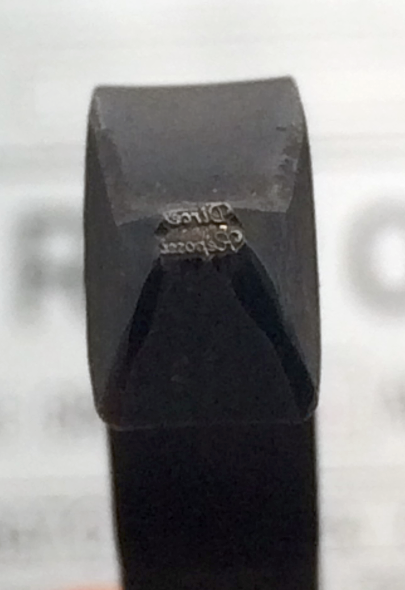
Ékszer fémjele: Dirce Repossi

A fémjelzés Európa legkorábbi fogyasztóvédelmi formája. A modern fémjelzés Európában először Franciaországban jelenik meg, az 1260-as Goldsmith Statútumot  kihirdették IX. Lajos francia király és Etienne Boileau párizsi prépost alatt. Így kialakították az ezüst színvonalát. 1275-ben III. Fülöp francia király rendelettel előírta az ezüstművesek használatára szolgáló jelet, valamint az egyes közösségek kovácsainak egyedi billogait. 1313-ban utódja, IV. Fülöp francia király „a Kereskedő” kiterjesztette a fémjelek használatát az aranyművekre.

#### Anglia
1300-ban I. Eduárd angol király törvényt fogadott el, amely előírta, hogy minden ezüstterméknek meg kell felelnie az ezüst (92,5% tiszta ezüst) szabványnak, és e tekintetben a „mesterség őrzőinek” kell megvizsgálniuk, akik ezt követően leopárdjelzéssel látják el a tárgyat. fej. 1327-ben III. Eduárd angol király oklevelet adott az Ötvösök imádó társaságának (közismertebb nevén az ötvösök társaságának), ezzel megkezdve a társaság hivatalos létét. Ennek az egységnek a központja Londonban volt, a Goldsmiths Hallban, ahonnan az angol „hallmark” kifejezés származik. (Az Egyesült Királyságban a „fémjel” kifejezés használatát ebben az értelemben először 1721-ben, általánosabb értelemben pedig „minőségi jelként” 1864-ben rögzítették.)

#### Svájc
1424-ben Jean de Brogny francia bíboros, miután konzultált a nyolc genfi aranyműves mester tanácsával, rendeletet hozott az ezüsttárgyak tisztaságáról és fémjelzéséről (a francia szabványoknak megfelelően), hogy Genfben alkalmazzák őket. Noha az aranyat árucikkekhez használták, a rendelet nem foglalkozott az arany szabványaival és fémjelzésével. Ma Svájcban  csak a nemesfém óratokokat kell fémjelezni. Az egyéb tárgyak, köztük az ezüst és aranyékszerek fémjelzése nem kötelező.

### Intézkedések Franciaországban és Angliában

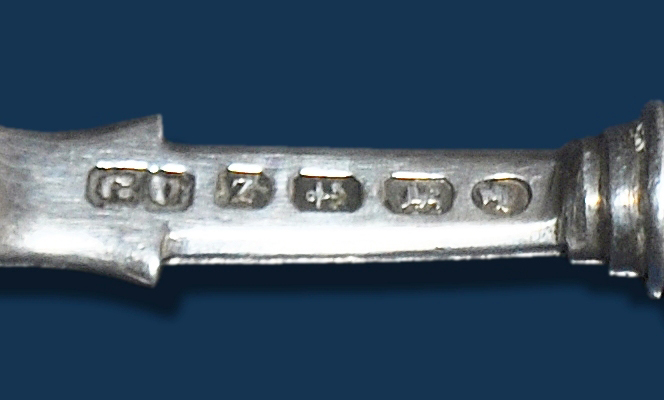
Fémjelsor egy angol ezüstkanálon. Balról jobbra: George Unite ezüstműves jele, dátumjelző betű (1889), a Birmingham Assay Office védjegye, fekvő oroszlán és az uralkodó fő adójegye

- 1355-ben Franciaországban bevezették az egyéni gyártói jelöléseket. Ezt a koncepciót később Angliában 1363-ban átvették, hozzáadva az elszámoltathatóságot a két rendszerhez.
- 1427-ben Franciaországban létrehozták a dátumbetűrendszert, amely lehetővé tette bármely fémjelzett darab pontos keltezését.
- 1478-ban megalapították a Vizsgálati Irodát Goldsmiths Hallban. Ekkor vezették be Angliában a dátumbetűrendszert. Ezt eredetileg egy Assay Master néven ismert tisztviselő jelének szánták, aki minden májusban esküt tett. Az eskütétel után a levél az ábécében a következőre lép, függetlenül attól, hogy ugyanaz az egyén tölti-e tovább a posztot, ezért egyszerűen dátumlevélnek kellett tekinteni.[8]
- 1544-ben oroszlán passzánssal egészítették ki az angol márkákat, hogy a szám négyre nőjön.
- 1697-ben Nagy-Britanniában kötelezővé tették az ezüst magasabb szintjét, amelyet Britannia szabványnak neveztek (95,83%, azaz 23/24 ezüst) az új érmék védelme érdekében, amelyet ezüstművesek olvasztottak fel az ezüstért. A Sterling-szabványt (92,5%) 1720-ban állították helyre.
- 1784-ben az Egyesült Királyság adót vetett ki az ezüstárukra, és egy további jelöléssel látták el, ha ezt kifizették. A védjegy az uralkodó feje volt, és 1890-ig, az adó eltörléséig továbbra is használták.[9]

## Modern jegyek

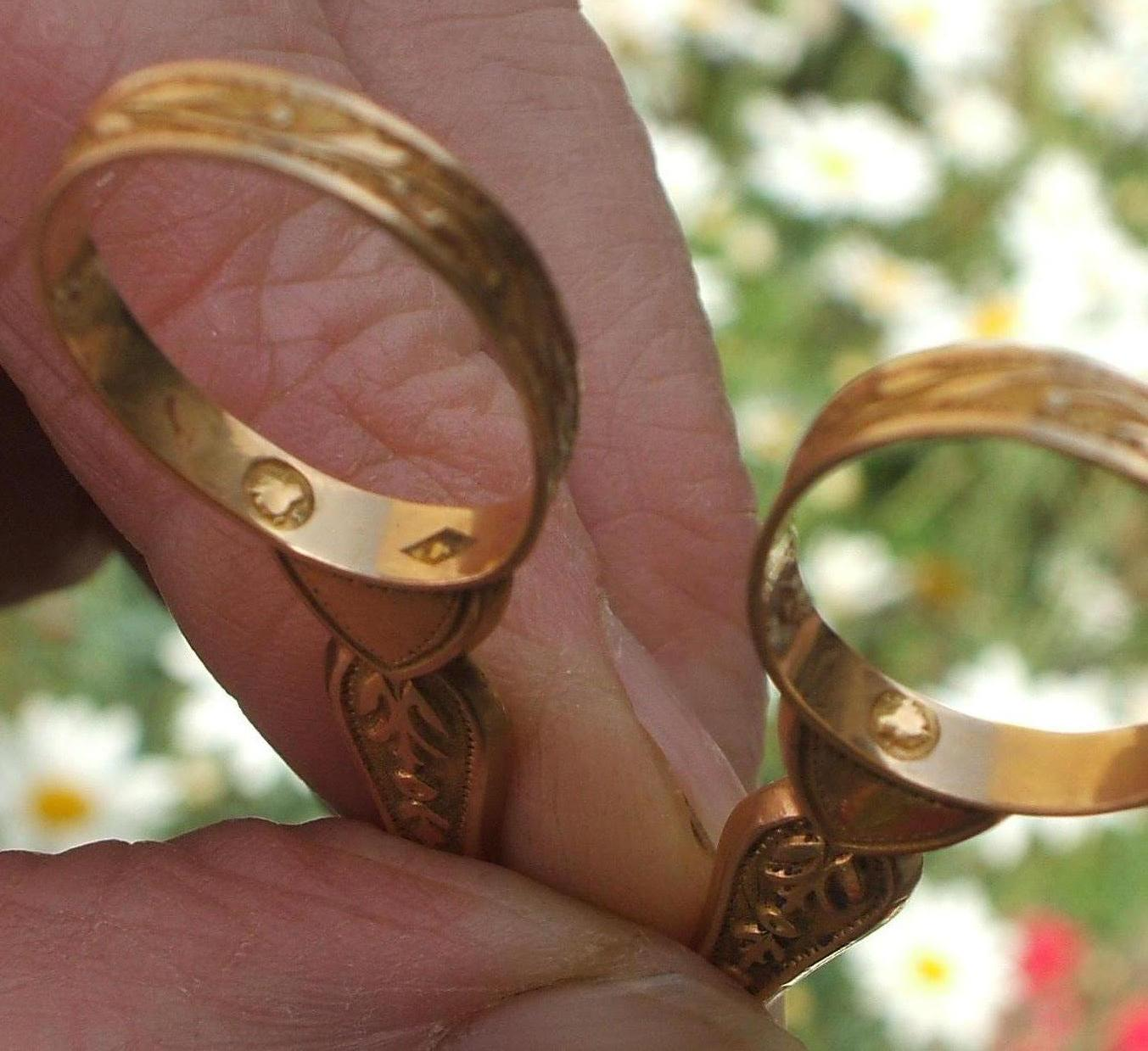
Arany fémjele

A modern világban a nemesfémek ellenőrzésére vonatkozó jogszabályok egységesítése és a nemzetközi kereskedelem megkönnyítése érdekében, 1972 novemberében az európai országok egy csoportja aláírta a nemesfém tárgyak finomságának ellenőrzéséről és fémjelzéséről szóló bécsi egyezményt. Azok az árucikkek, amelyeket az aláíró ország minősítő irodája megvizsgált és megállapította, hogy megfelelnek a szabványnak, az anyag finomságát igazoló, közös ellenőrzési jelként (CCM) elismert jelölést kapnak. A CCM többszintű motívuma a mérleg két egyensúlyban lévő serpenyőjével, amely két egymást keresztező körön helyezkedik el; platina esetében gyémánt alakú, ezüst esetében pedig a latin "M" betű alakú jel.
Ezt a jelet az összes többi szerződő állam elismeri, beleértve: Ausztria, Ciprusi Köztársaság, a Csehország, Dánia, Finnország, Nagy-Britannia, Magyarország, Írország, Izrael, Lettország, Litvánia, Hollandia, Norvégia, Lengyelország, Portugália, Svédország, Svájc és Ukrajna (lásd az alábbi linkeket). Más országok figyelemmel kísérik az egyezmény tevékenységét, és tagságot kérhetnek.
A teljes nemzetközi fémjelzést nehézségek sújtották, mert még azokban az országokban is, amelyek bevezették, a szabványok és a végrehajtás jelentősen eltér, ami megnehezíti az egyik ország számára, hogy elfogadja a másik fémjelzését a sajátjával egyenértékűnek. Míg egyes országok eltérést engedélyeznek a megjelölt finomságtól, legfeljebb 10 ezrelékig, mások egyáltalán nem engednek eltérést (negatív tolerancia néven ismert). Sok ország betartja a bécsi rendszert, és vannak olyan eljárások, amelyek lehetővé teszik további államok csatlakozását a bécsi egyezményhez. Ehhez hasonlóan az összes jelenlegi tagállam beleegyezésével módosulhatnak az egyezmény feltételei.
A legjelentősebb, jelenleg vitatott kérdés a palládium nemesfémként való elismerése. Egyes tagországok elismerik, míg mások nem.

### Lengyelország

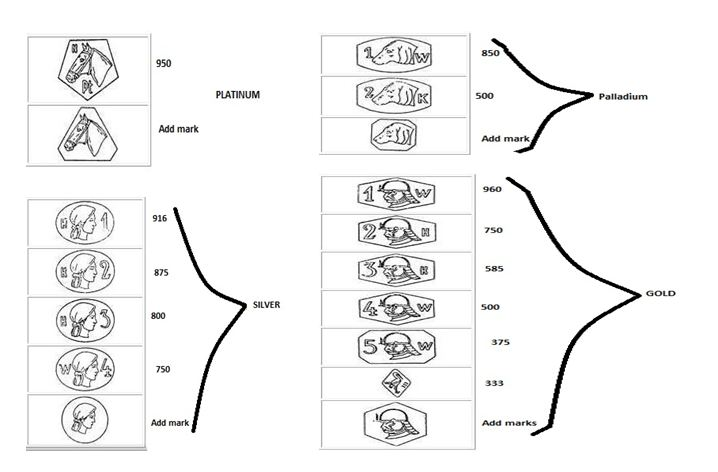
A lengyel fémjelek, 1963–1986

Arany, palládium, platina és ezüst fémjelzései Lengyelországból. Hivatalos lengyel fémjelek 1963 és 1986 között

### Franciaország

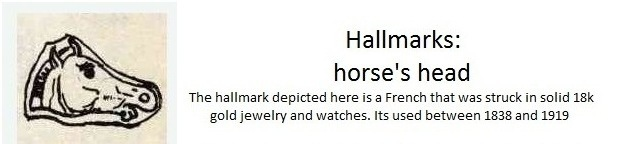
A francia lófejes fémjelek, 1838–1919 ma már nem hivatalosak

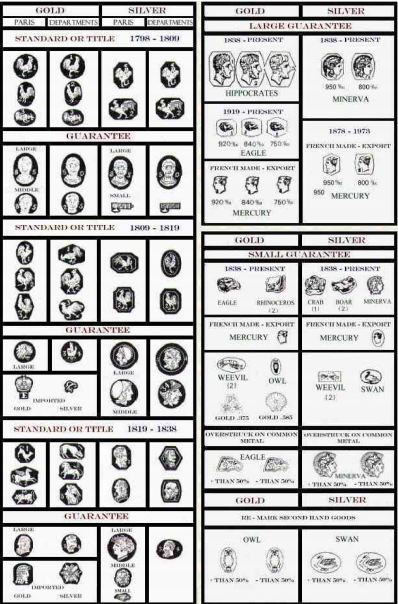
A francia fémjelek, 1798–1972

A hivatalos francia fémjeleket 1798 és 1972 között használták az aranyra és az ezüstre.
1838 és 1919 között a francia tartományokban lófej volt a fémjel a 18 karátos aranyból készült ékszerekhez és órákhoz.

### Egyesült Királyság
A vizsgálati iroda jelzései – balról jobbra London leopárdfeje, Birmingham horgonya, Sheffield yorkshire-i rózsája és Edinburgh kastélya. A vizsgálati irodai jelölések már nem jelzik, hogy egy elemet a városban vagy az Egyesült Királyságban vizsgáltak volna.

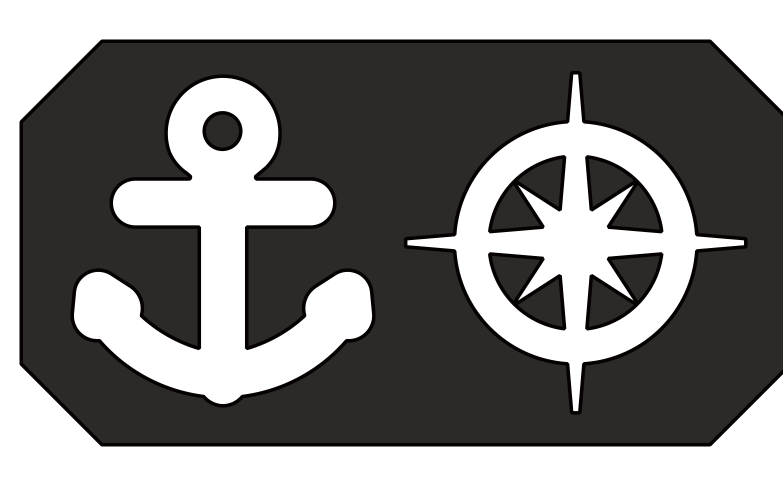
Offshore jellegzetesség, amelyet az Assay Office Birmingham indiai leányvállalata használ. Az Egyesült Királyságon kívül megvizsgált és megjelölt nemesfémtárgyaknak olyan jelöléssel kell rendelkezniük, amely megkülönbözteti őket az Egyesült Királyságban vizsgált tárgyaktól

Az 1973. évi Hallmarking Act tette Nagy-Britanniát a Bécsi Egyezmény tagjává, valamint bevezette a platina, az egyezmény alapján elismert fémjelölését. Mind a négy megmaradt vizsgálati iroda végül ugyanazt a dátumú levélsorozatot fogadta el. 1999-ben változtatásokat hajtottak végre az Egyesült Királyság fémjelzési rendszerében, hogy közelebb hozzák azt az Európai Unióhoz (EU). Megjegyzés: hogy a legutóbbi törvény értelmében a dátum betű már nem kötelező része a fémjelnek.
2013. február 8-án lépett törvénybe egy jogalkotási reformrendelet (LRO), amely az Egyesült Királyság vizsgálóirodáinak törvényes jogot adott az ország területén kívüli fémjelzések beütésére. 2016 júliusában a Birmingham Assay Office elkezdte bojkottálni az indiai Mumbaiban található Birmingham Hallmarkokat, és valószínűleg további offshore irodákat hoznak létre. 2018 márciusában a British Hallmarking Council bejelentette, hogy a UK Assay Office offshore védjegyeit meg kell különböztetni az Egyesült Királyságbeliektől. Valószínűleg „offshore” vizsgálati jelet kell hozzáadni annak jelzésére, hogy az elemet nem vizsgálták az Egyesült Királyságban, ahol kizárólag a londoni és az edinburghi vizsgálóhivatalok ütik be a jeleket.
A jelenlegi helyzetben az Egyesült Királyság fémjelének kötelező része a megrendelői vagy a gyártói védjegy, a vizsgálati iroda jelölése és a finomsági szabvány (ebben az esetben ezüst, 925 rész 1000-ből).
A fémjelzési törvényt 2009 júliusában módosították, és 2010 januárjától felvette a palládiumot.

### Svájc
Noha a svájci területek fémjelzése a 15. századi Genfbe nyúlik vissza, Svájcban 1881-ig nem volt egységes fémjelzési rendszer. Ezt megelőzően a svájci kantonok helyi szinten vállalták a fémjelzést. A szövetségi fémjelzési törvények 1881-től kezdődő bevezetésével megnövekedett az egységesség. 
| Hely              | Szimbólum |
| ----------------- | --------- |
| Biel / Bienne     | B         |
| Basel             | *         |
| Chiasso           | T         |
| Genf              | G         |
| La Chaux-de-Fonds | C         |
| Le Noirmont       | J         |
| Zürich            | Z         |

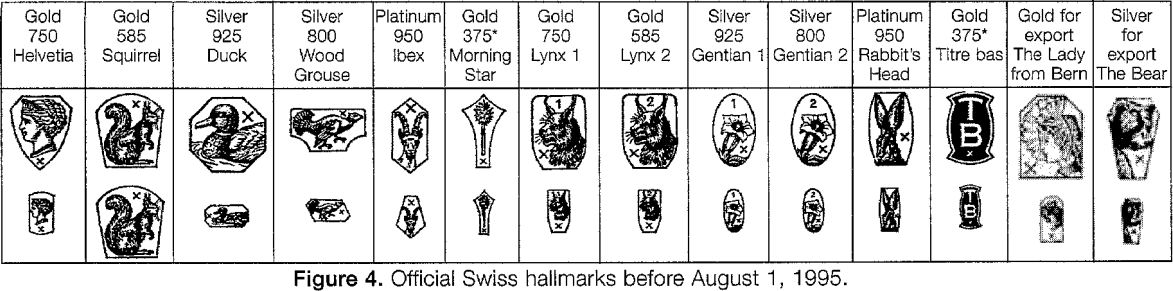
Az óratokokon használt hivatalos svájci fémjelek, 1995. augusztus 1. előtt

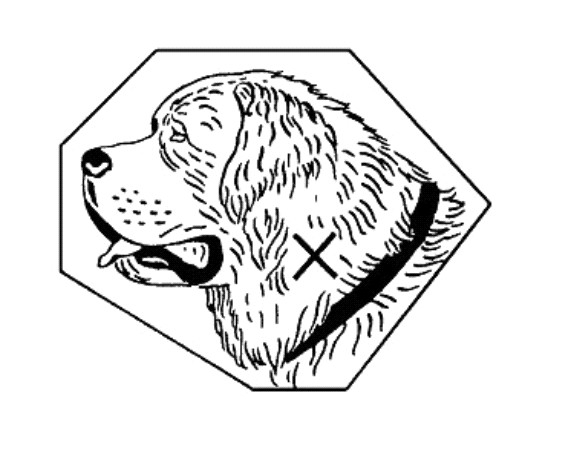
Az összes nemesfémre és minden finomsági szabványra 1995 óta alkalmazott hivatalos fémjel, a „bernáthegyi kutya feje”

A hatályos törvények szerint minden Svájcban gyártott vagy oda bevitt arany-, ezüst-, platina- vagy palládiumóra esetében fel kell tüntetni a készítő felelősségi jelölését és tisztasági jelét a hivatalos Hallmark egy bernáthegyifej. Kizárólag a nemesfém óratokokat kell fémjelezni. Az egyéb cikkek, például ékszerek és evőeszközök svájci jelölése nem kötelező.
A svájci fémjelen kívül minden nemesfém árucikket el lehet látni a Bécsi Egyezmény közös ellenőrző jelével.

### Hollandia
Hollandia, amely a Nemzetközi fémjelzési egyezmény tagja, legalább 1814 óta feltűnő jellegzetesség. Sok más országhoz hasonlóan Hollandiában is meg kell követelni a felelősségvállalási jelek regisztrálását és használatát, azonban kissé szokatlan módon létezik egy könyv, amely „Hollandia felelősségi jelzései 1797 óta” címmel jelent meg (három kötetben és angol nyelven), amely szemlélteti az összes felelősségi azóta ott lajstromozott védjegyet. Ez azért jelentős, mert a nemesfémtermékeket Hollandiába exportáló termelőknek be kellett volna tartaniuk védjegyüket.
A holland kormány vizsgálati szolgáltatásait/irodáját „ékszer-átjáróként Európából és Európába” forgalmazza. Hollandia jeleit más EU-országokban is elismerik, így további tesztelés nélkül Ausztriában, Franciaországban, Írországban, Portugáliában, Spanyolországban és az Egyesült Királyságban értékesíthetők. Hollandia jeleit Belgiumban, Dániában, Finnországban és Svédországban is elismerték, amelyek önkéntes fémjelrendszerrel rendelkeznek.
A két holland vizsgálati iroda, a Waarborg Holland bv egyike Goudában található az amszterdami és a rotterdami repülőtér között. A másik Joure-ban található, az Edelmetaal Waarborg Nederland bv. Hollandia elismeri, hogy a platina, az arany, az ezüst és a palládium nemesfém.

## Jelölési technikák

### Beütés
Hagyományosan a fémjeleket acéltőkékkel „ütik be”, amelyek különböző méretben készülnek, apró ékszerekhez és nagy ezüsttálakhoz alkalmasak. Az ütések egyenes vagy gyűrűs szárban készülnek, ez utóbbiak a gyűrűk jelölésére szolgálnak. A hagyományos beütéssel az a probléma, hogy kiszorítja a fémet, ami az árucikk némi torzulását okozza. Ez azt jelenti, hogy az árucikket korrigálni szükséges a fémjelzés után. Emiatt, és mivel a lucfenyőből készült kivágásokat gyakran használják vizsgálathoz, sok cikket befejezetlenül küldenek el a vizsgálati irodához vizsgálatra és fémjelzésre.

### Lézeres jelölés
Manapság már elérhető egy új módszer a lézerek használatával történő jelölésre, amely különösen értékes olyan kényes tárgyak és üreges árucikkek esetében, amelyeket a beütési folyamat károsíthat vagy torzíthat. A lézeres jelölés azt is jelenti, hogy a kész cikkeket nem kell újrafeldolgozni. A lézeres jelölés nagy teljesítményű lézerekkel működik az anyag elpárologtatásához a fémfelületről. Két módszer létezik: 2D és 3D lézeres jelölés. A 2D-s lézeres jelölés beégeti az objektumba a fémjelek körvonalait, míg a 3D-s lézeres jelölés jobban szimulálja a beütéssel készített jeleket.

## A vizsgálat módszerei
A nemesfémből készült műtárgyakat vagy ékszereket gyakran fémjelzik (attól függően, hogy a gyártás helye vagy az importáló hely törvényei előírják-e). Ahol fémjelezni kell, a nemesfémből készült félkész műalkotások vagy ékszerek áthaladnak a hivatalos vizsgálati csatornákon, ahol elemzik vagy megvizsgálják nemesfémtartalmukat. Míg a különböző nemzetek különféle törvényesen elfogadható finomságokat engedélyeznek, a tesztelő valóban teszteli, hogy a termék finomsága megfelel-e a gyártó állításának (általában egy olyan szám bélyegzésével, mint például 750 a 18 karatos aranynál). az árucikken. Korábban a vizsgálatot tapintókőves módszerrel hajtották végre, de jelenleg (leggyakrabban) röntgenfluoreszcencia (XRF) alkalmazásával végzik. Az XRF-et azért használják, mert ez a módszer szigorúbb, mint a próbakőteszt. A vizsgálat legpontosabb módszere a tűzvizsgálat vagy cupelláció. Ez a módszer inkább nemesfém- és aranykészletek vizsgálatára alkalmas, nem pedig műalkotásokra, műalkotásokra vagy ékszerekre, mert ez teljesen romboló módszer.

### Próbakő
Az ősrégi próbakő módszer különösen alkalmas nagyon értékes darabok tesztelésére, amelyek esetében rongáló eszközökkel történő mintavétel, mint például kaparás, vágás vagy elfogadhatatlan. A tárgyat egy speciális kőre dörzsölik, amelyet savakkal és a kapott színnel kezelnek a referenciákhoz képest. A nemesfémtartalom 10-20 ezrelék közötti különbségei gyakran biztonsággal megállapíthatók a teszt segítségével. Például fehérarany esetében nem javallt, mivel ezen ötvözetek színváltozása szinte észrevehetetlen.

### Röntgen fluoreszcencia
A modern röntgenfluoreszcencia szintén roncsolásmentes technika, amely alkalmas a normál vizsgálati követelményekhez. Tipikusan 2-5 ezrelék pontosságú, és jól alkalmazható a viszonylag sík és nagy felületekhez. Ez egy gyors technika, amely körülbelül három percet vesz igénybe, és az eredményeket a számítógép automatikusan kinyomtatja. Méri a többi jelenlévő ötvöző fém tartalmát is. Nem javasolt azonban vegyileg felületkezelt árucikkek vagy galvanizált fémek esetében.

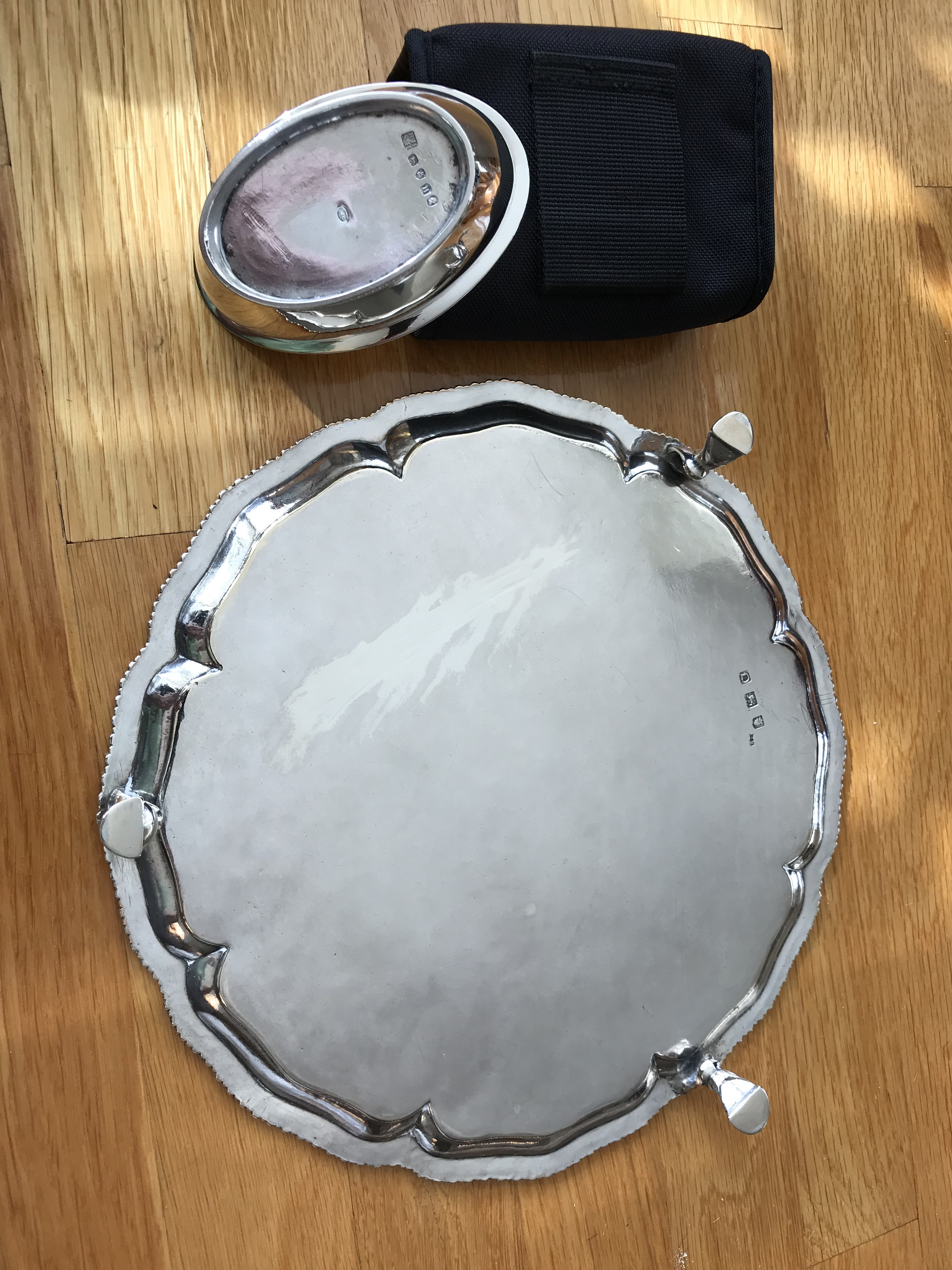
Ez a két darab fémjelzett angol ezüst „assaykaparást” mutatja, ahol egy kis mennyiségű ezüstöt távolítottak el a termék aljáról a tűzvizsgálathoz. A 10 3/4 hüvelykes sótartón (Richard Rugg, 1759) nagy a kaparás. A másik (Robert & Samuel Hennell, 1803) sótartón sokkal kisebb a kaparás – azonban legalább négy mintavételből állt, lehetővé téve a kaparások összevetését

### Tűzvizsgálat
A legkidolgozottabb, de teljesen romboló, vizsgálati módszer a tűzvizsgálat. Az aranytartalmú fémekre vonatkoztatva, csakúgy, mint a fémjelzésnél, kupellációnak is nevezik, és pontossága 10 000-ből 1 rész lehet. Ebben a folyamatban a terméket megolvasztják, az ötvözöket szétválasztják, és az alkotóelemeket lemérik. Ékszerek vizsgálatához ezt a módszert véletlenszerű vagy szelektív mintavétellel hajtják végre. Például, ha egyetlen gyártó sok egyforma gyűrűt vagy óratokot készít, míg a legtöbb darabot roncsolásmentes módszerekkel vizsgálják, a tételből néhány darabot véletlenszerűen kiválasztanak a tűzvizsgálathoz.

### Egyéb módszerek
Vannak a fentiekben említetteken kívül más vizsgálati módszerek is, amelyek jobban megfelelnek a késztermékeknek, míg más módszerek alkalmasak a nyersanyagok előzetes vizsgálatára, még mielőtt a művészi kivitelezés megkezdődne. A nyers nemesfémeket (nemesfém vagy ötvözete) a következő módszerekkel vizsgáljuk: az ezüstöt titrálással, az aranyat kupellációval, a platinát pedig ICP OES spektrometriával vizsgálják. 

## Fordítás
- Ez a szócikk részben vagy egészben  a   Hallmark című angol Wikipédia-szócikk ezen változatának fordításán alapul.  Az eredeti cikk szerkesztőit annak laptörténete sorolja fel. Ez a jelzés csupán a megfogalmazás eredetét és a szerzői jogokat jelzi, nem szolgál a cikkben szereplő információk forrásmegjelöléseként.